# Puente de la Mujer
Puente de la Mujer (em português:  Ponte da Mulher) é uma obra do arquiteto espanhol Santiago Calatrava, na cidade de Buenos Aires, na Gorriti.